# Skive (municipio)
El municipio de Skive es un municipio de Dinamarca, en la región de Jutlandia Central. En 2012, tiene una población de 47.620 habitantes. Su capital y mayor localidad es la ciudad homónima, con poco más de 20.000 habitantes.
Fue establecido el 1 de enero de 2007 como parte de la reforma municipal danesa de ese año. En su formación se integraron los antiguos municipios de Sallingsund, Skive, Spøttrup y Sundsøre.
El municipio se ubica en la pequeña península de Salling, que limita con el Limfjord por el este, norte y oeste. La pequeña isla de Fur, en el norte, también forma parte de Skive. Tiene fronteras terrestres al sur, con los municipios de Holstebro y Viborg. Otros municipios vecinos son Morsø al oeste y Vesthimmerland al este. En total, Skive tiene una superficie de 690,7 km².

## Localidades
| Localidades más pobladas de Skive |                    |                  |
| N.º                               | Localidad          | Población (2012) |
| 1                                 | Skive              | 20.562           |
| 2                                 | Højslev Stationsby | 2.746            |
| 3                                 | Glyngøre           | 1.534            |
| 4                                 | Roslev             | 1.402            |
| 5                                 | Jebjerg            | 1.172            |
| 6                                 | Balling            | 1.145            |
| 7                                 | Rødding            | 988              |
| 8                                 | Durup              | 934              |
| 9                                 | Breum              | 828              |
| 10                                | Oddense            | 683              |